# Ctenus vehemens
Ctenus vehemens là một loài nhện trong họ Ctenidae.
Loài này thuộc chi Ctenus. Ctenus vehemens được Eugen von Keyserling miêu tả năm 1891.